# Gouden Ui
Die Gouden Ui (Deutsch: Goldene Zwiebel) war ein niederländischer Negativpreis, der zwischen 2005 und 2007 an nationale Filme, Schauspieler und Regisseure vergeben wurde. Der Preis galt als das Gegenstück des Goldenen Kalbs (Gouden Kalf). 
Ein vergleichbarer Preis ist die Goldene Himbeere (Golden Raspberry Award) in den USA, die als Gegenpreis zum Oscar gilt.

## Entstehung
Die Gouden Ui geht auf eine Initiative von zwei Studenten, Joris van den Berg und Bouke van der Veer, des vierten Studienjahres der Nederlandse Film en Televisie Academie zurück, die zusammen mit Filmjournalisten die Jury bildeten. Die Nominierungen für die erste Preisverleihung wurden am 3. Oktober 2005 bekannt gegeben, die Preisverleihung fand dann am 6. Oktober 2005 im alten Scala-Kino in Utrecht statt. So auch stets ein bis zwei Tage vor der Ausreichung der Goldenen Kälber. Wie bei Negativpreisen oft üblich, wurde beim Gouden Ui ebenfalls nicht erwartet, dass die Preisträger ihre Preise abholen. Im Jahr 2008 wurde beschlossen, die Gouden Ui alle zwei Jahre zu verleihen, da nicht so viele niederländische Filme pro Jahr herauskommen. Dies ist jedoch bis heute nicht geschehen. So wurde vorerst 2007 die letzte „Zwiebel“ vergeben.

## „Gewinner“

### 2005

#### Schlechtester Film
- Joyride
- Gay
- Snowfever
- De Kameleon 2
- Amazones

#### Schlechtester Schauspieler
- Daan Schuurmans in Floris und Snowfever
- Hugo Metsers in Gay
- Steven de Jong in De Kameleon 2
- Chris Zegers in De Kameleon 2

#### Schlechteste Schauspielerin
- Georgina Verbaan in Amazones und Joyride
- Josefine van Asdonk in Gay
- Peggy Vrijens in Joyride
- Dorien Haan in Joyride

#### Schlechtester Regisseur
- Frank Herrebout für Joyride
- Steven de Jong für De Kameleon 2
- Tom Six für Gay

#### Schlechteste Nebenrolle eines Prominenten
- Chazia Mourali in Vet Hard
- Erica Terpstra in Pluk van de Petteflet
- Jim Bakkum in Snowfever
- Jan Douwe Kroeske in De Kameleon 2

#### Der größte Flop
- Zwarte Zwanen

Der Film kostete 500.000 Euro, hatte aber nur 978 zahlende Zuschauer.

### 2006

#### Schlechtester Film
- Het Woeden Der Gehele Wereld[5]
- Doodeind
- De Sportman van de Eeuw

#### Schlechtester Schauspieler
- Johnny de Mol in Black Book und Snowfever
- Everon Jackson Hooi in Doodeind
- Cees Geel in Het Woeden Der Gehele Wereld

#### Schlechteste Schauspielerin
- Victoria Koblenko in Sl8n8
- Esther Way in Het Woeden Der Gehele Wereld
- Anna Speller in Het Woeden Der Gehele Wereld

#### Schlechtester Regisseur
- Guido Pieters für Het Woeden Der Gehele Wereld
- Rob Houwer für Het Woeden Der Gehele Wereld
- Mischa Alexander für De Sportman van de Eeuw

#### Nodeloos Nederlands Naakt
(Unnötige niederländische Nacktheit) 
- Esther Waij in Het Woeden Der Gehele Wereld
- Carice van Houten in Black Book
- die gesamte Besetzung von Ik omhels je met 1000 Armen, welche sich oft im Film auszog

### 2007

#### Schlechtester Film
- Honeyz
- Kicks
- Zoop in Zuid-Amerika

#### Schlechtester Schauspieler
- Peter Beense in Honeyz
- Gert-Jan van den Ende in Ernst, Bobbie en de geslepen Onix

#### Schlechteste Schauspielerin
- Anna Speller in Honeyz
- Monique van der Werff in Honeyz
- Nicolette van Dam in Zoop in Zuid-Amerika[3]

#### Schlechtester Regisseur
- Tom Six für Honeyz
- Albert ter Heerdt für Kicks
- Maria Peters für Afblijven

#### Der größte Flop
- Wild Romance (von Jean van de Velde)

#### Publikums-Ui
(Quelle: )
- Honeyz